# Antonio Flores (scrittore)
Antonio Flores Algovia (Elche, 16 dicembre 1818 – Madrid, 16 luglio 1866) è stato uno scrittore spagnolo.
Esponente del Romanticismo, fondò Il Labirinto e fu autore della Storia del matrimonio.

## Opere
- La Nación
- El barbero
- La santurrona
- El hortera
- La cigarrera
- El boticario